# Eternamiente
Eternamiente è un album di raccolta del gruppo musicale messicano Molotov, pubblicato nel 2007.

## Tracce
1. No Deje Que
2. Eternamiente Molotov
3. Hasta la Basura se Separa
4. Huidos Needs No Education
5. Déjate Algo
6. No Me Moleste Nadie
7. FXF (Fiel por Feo)
8. Bien
9. Yofo
10. DDT
11. Yase
12. Por?
13. Sentido Común
14. Blame Me
15. Guácala Q' Rico
16. Watts
17. Eternamiente Molotov
18. Outro